# Aitana Rodrigo
Aitana Rodrigo Rodríguez (* 15. März 2000) ist eine spanische Leichtathletin, die sich auf den Sprint spezialisiert hat.

## Sportliche Laufbahn
Erste internationale Erfahrungen sammelte Aitana Rodrigo im Jahr 2019, als sie bei den U20-Europameisterschaften in Borås mit der spanischen 4-mal-100-Meter-Staffel das Finale erreichte, dort aber disqualifiziert wurde. 2021 gelangte sie bei den U23-Europameisterschaften in Tallinn das Halbfinale im 100-Meter-Lauf und schied dort mit 11,66 s aus, während sie mit der Staffel in 43,74 s die Silbermedaille hinter dem Team aus Deutschland gewann.
2020 wurde Rodrigo spanische Hallenmeisterin im 60-Meter-Lauf.

## Persönliche Bestzeiten
- 100 Meter: 11,49 s (+1,5 m/s), 26. Juni 2021 in Getafe
  - 60 Meter (Halle): 7,34 s, 15. Februar 2020 in Salamanca
- 200 Meter: 24,25 s (−2,4 m/s), 24. April 2021 in Donostia-San Sebastián
  - 200 Meter (Halle): 24,58 s, 25. Januar 2020 in Donostia-San Sebastián